# Missile anticarro

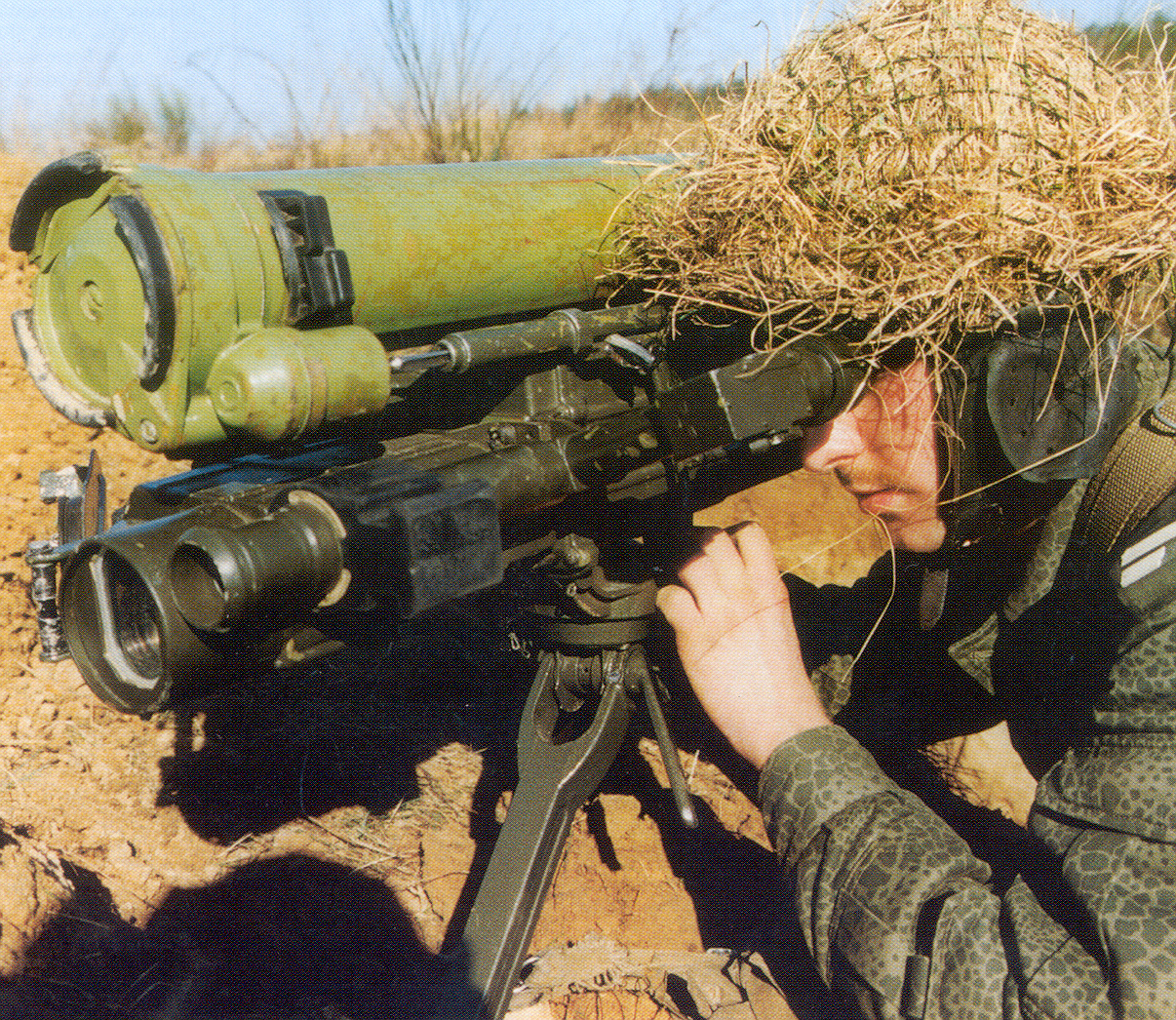
L'anticarro 9K115 Metys dell'esercito polacco

Un missile anticarro,  chiamato anche ATGM (dall'inglese: anti-tank guided missile) o  ATGW (anti-tank guided weapon) è un missile guidato il cui uso principale è quello di distruggere carri pesantemente corazzati e altri tipi di veicoli corazzati.

## Caratteristiche generali
Un missile anticarro è in genere identificato con la sigla di ATGW, ma contrariamente a quello che si può pensare, non si tratta di una definizione che considera esplicitamente i missili. Infatti significa "anti-tank guided weapon", ovvero "arma guidata anticarro".
I missili anticarro possono avere varie dimensioni, da quelli che possono essere trasportati da un singolo soldato e lanciati direttamente dalla spalla, a quelli che vanno posizionati su treppiedi e quindi necessitano di un'intera squadra per poter essere trasportati e usati, a quelli montati direttamente su veicoli o mezzi aerei.
L'introduzione nei moderni scenari di guerra di missili anticarro piccoli e portatili, ma con una grossa testata, ha dato alla fanteria la possibilità di distruggere qualsiasi carro armato a grande distanza, solitamente al primo colpo. Le precedenti armi anticarro come i fucili anticarro, i razzi anticarro, o le mine anticarro magnetiche, avevano uno scarso livello di penetrazione e richiedevano di avvicinarsi molto all'obiettivo.

## Storia

### Seconda guerra mondiale
La storia dei missili anticarro nasce con gli studi tedeschi durante la seconda guerra mondiale. I nuovi carri armati necessitavano di una grande potenza distruttiva per essere colpiti e distrutti, grazie alla loro robusta blindatura. Se i primi carri avevano spesso corazze da 20-30mm, a metà guerra si potevano superare anche i 70 mm, spesso con corazze inclinate. I fucili anticarro dell'inizio guerra erano ora inefficaci anche a distanze ridotte o nulle, ma, mentre i carri non avevano molti problemi ad aggiornare il proprio armamento basico, la situazione dei reparti anticarro della fanteria era invece molto più seria. Infatti, mentre i cannoni da 37 mm pesavano spesso più di 400 kg, le armi da 75 mm potevano arrivare a 1 500 kg, e la corsa verso la sempre maggiore potenza di fuoco giunse a produrre calibri da 88-90 mm, con pesi nell'ordine di 3-4 tonnellate.
La questione si poteva risolvere solo con l'installazione dei cannoni anticarro su veicoli blindati, detti "cacciacarri" come i tedeschi Jagdpanzer o gli americani Tank Destroyer, ma il loro peso e costo, nonché la difficoltà a far arrivare ovunque questi potenti veicoli, rendeva improponibile l'affidarsi solo ai mezzi anticarro corazzati/meccanizzati.
La fanteria ebbe quindi bisogno di armi anticarro portatili, ma i "fuciloni" anticarro, l'altra arma disponibile all'inizio della guerra, erano largamente insufficienti contro i carri armati medi e pesanti. Essi potevano perforare circa 30 mm di acciaio, ma pesavano decine di chilogrammi e non avevano una distruttività elevata, oltre a necessitare di proiettili con il costoso tungsteno. La soluzione iniziale che venne escogitata fu la realizzazione di razzi a "carica cava", come i bazooka statunitensi o i Panzerfaust tedeschi, ma questi razzi, nonostante la potenza, difettavano di gittata e precisione.
Successivamente, in Germania fu elaborata la realizzazione di missili anticarro guidati, con studi derivati dall'X-1 aria-aria; la testata prevista, come per tutti i successori, era a carica cava (HEAT), considerata la migliore per le armi leggere a bassa velocità. Comunque, la guerra si concluse prima del completamento di tali studi.

### Dopoguerra
Nel dopoguerra, spariti quasi del tutto i fucili anticarro e i cannoni trainati, negli arsenali rimasero i lanciarazzi anticarro e i nuovi cannoni senza rinculo, capaci di prestazioni interessanti, ma con una gittata di circa 1 km e peso non trascurabile. I lanciarazzi erano inoltre caratterizzati anche da una vampa posteriore eccessiva, che li rendeva facilmente avvistabili dopo il primo colpo. Il più noto è l'M40 statunitense da 106 mm, pesante 200 kg; l'SPG-9 sovietico perforava quasi altrettanto, ma aveva il vantaggio di pesare solo 60 kg. Esso venne usato anche, dopo opportune modifiche, per i BMP-1 e BMD-1.

### Anni '50: guida CLOS e SACLOS
La tecnologia però durante gli anni '50 cominciò a consentire una differente visione della questione da affrontare: l'elettronica, ormai economica e affidabile, permise l'introduzione dei missili anticarro, con gittata di 2–3 km, buona precisione, alta distruttività e peso di soli 10–20 kg (circa come un proiettile da 106 mm).
I primi missili erano armi a filoguida (raramente radioguida, teoricamente vulnerabile ai disturbi ma non vincolati dal cavo), guidati manualmente dall'operatore, con la possibilità di schierare numerose armi collegate allo stesso pannello guida. Esempi furono l'SS-11, il Cobra, l'AT-3 Sagger. Si chiamavano missili a guida CLOS (guida su comando dell'operatore).
Appurato che tali missili erano assai imprecisi nelle classiche situazioni sul campo di battaglia (problemi di concentrazione dell'operatore), furono sviluppate le versioni con guida automatica, come l'Harpoon, versione semiautomatica del SS-11. La differenza tra la guida CLOS e la SACLOS, era data dalla presenza di un computer che "vedeva" tramite un sensore ottico la traccia IR data da un apposito bengala sulla coda del missile, e calcolava la differenza della posizione dell'arma in volo e quello del punto dove il collimatore mirava. La differenza (lo "scarto") veniva corretta automaticamente.

### Anni '70
In seguito sono stati sviluppati missili più veloci, perché specie i filoguidati risultavano troppo lenti (fino a 30 secondi per raggiungere i 3 km) e ingombranti a causa delle alette non retrattili. Così apparvero, agli inizi degli anni '70, il TOW e il MILAN. I nuovi missili erano anche più potenti, ma avevano alcuni problemi.
Il maggiore è che mentre i missili a guida CLOS filoguidati sono invulnerabili alle ECM di qualunque tipo, i missili SACLOS (sia filoguidati sia radioguidati) possono essere ingannati da disturbatori o da falsi bengala, capaci di creare situazioni che potevano confondere i computer guidamissili. Inoltre, questi missili sono generalmente azionati con l'operatore solidale con la rampa, quindi se il nemico avesse avvistato la vampata posteriore dell'arma in partenza avrebbe potuto sparare nel punto avvistato ed essere certo di colpire l'operatore; al contrario, con i missili "a guida manuale" non era così: si poteva stare anche a decine di metri di distanza, e oltretutto con intere rampe schierabili sul terreno per un fuoco rapido.
Le capacità e il peso ridotto di tali missili erano ottimali anche per armare i velivoli leggeri, specie gli elicotteri, che potevano ricevere una batteria di missili formata da 4 SS-11 o altri tipi. Presto alcuni elicotteri arrivarono a disporre di una batteria di lancio formata da 8 TOW o 6-8 HOT, con una gittata di 4 km.

### Oggi
Le capacità (e il costo) dei missili sono stati enormemente incrementati con le armi a guida laser (sia semiattiva sia su fascio), con lo sviluppo di missili quali l'Hellfire, supersonico su gran parte del profilo di volo, ma troppo pesante per la fanteria.
Gli ultimi sviluppi comprendono il Javelin, arma a guida IR autonoma grazie a un sofisticato sensore. Essa attacca con modalità "fire and forget", e se l'operatore deve stare assieme al missile prima del lancio, l'arma è poi capace di attaccare senza nessuna designazione esterna, come i missili IR aria-aria. La tecnologia per impieghi contro bersagli a terra è molto più sofisticata, a causa della necessità di distinguere bene il bersaglio. L'RPG-32 "Barkas" rappresenta attualmente in Russia l'ultima evoluzione dei missili contro carro russi spalleggiabili.